# Rugby y apartheid

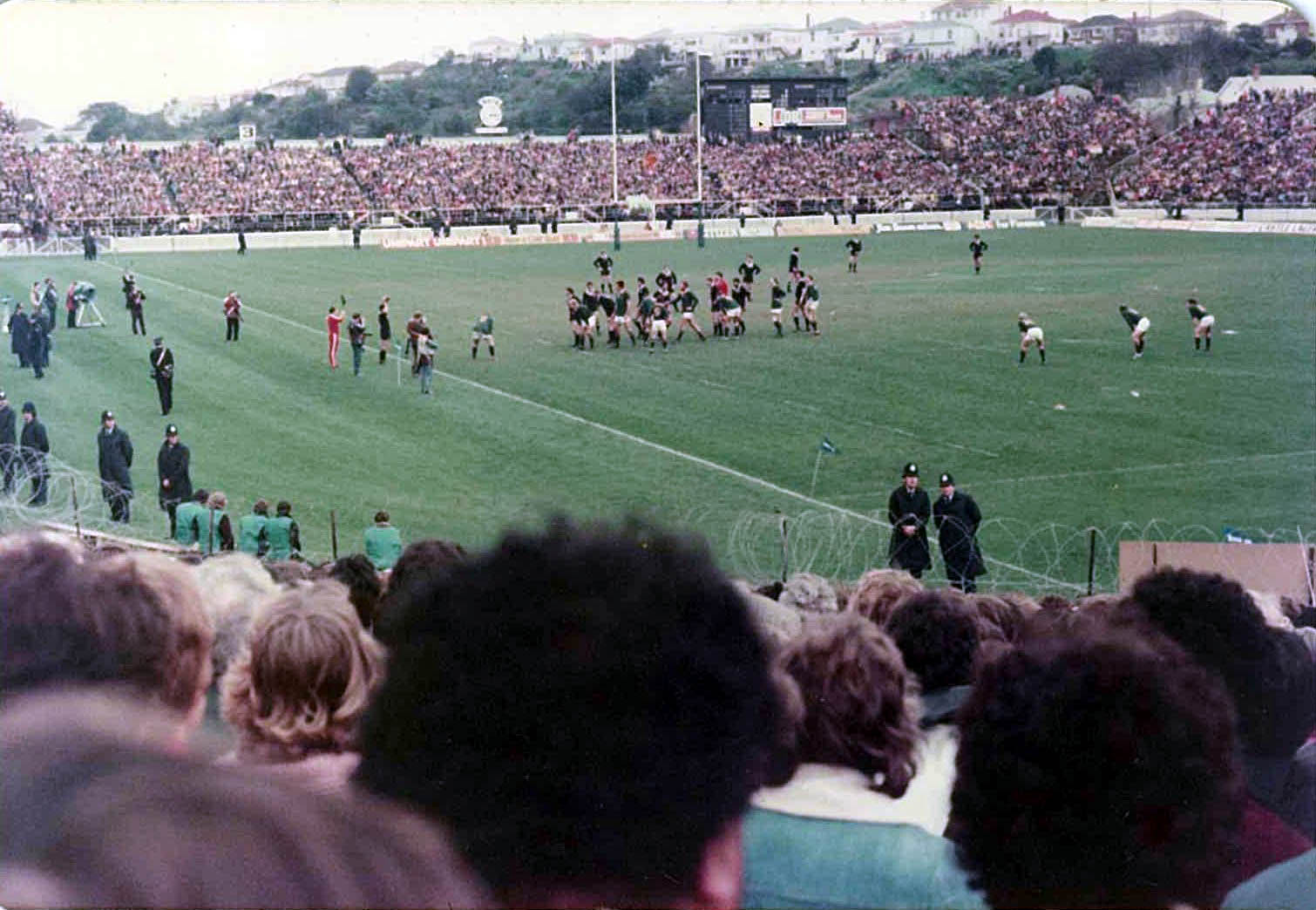
All Blacks vs. Springboks, en 1981.

Debido al apartheid (1948–1992), en 1964 el Comité Olímpico Internacional le prohibió a Sudáfrica participar de eventos deportivos. Sin embargo el rugby, el deporte más popular del país, tuvo ciertos privilegios y ergo ocasionó muchas polémicas; siendo hoy uno de los capítulos más oscuros de la historia de aquel deporte.
El racismo afectó no solo a los sudafricanos negros, sino también a: los maoríes neozelandeses, los aborígenes australianos y las selecciones de Fiyi, Samoa y Tonga; que quedaron totalmente prohibidas de visitar la nación. Para permitir el ingreso de estrellas indígenas, como Bryan Williams, el apartheid creó el instituto de blancos honorarios.
Finalmente Sudáfrica quedó excluida de la Copa del Mundo, perdiéndose las ediciones de Nueva Zelanda 1987 e Inglaterra 1991. No hubo más partidos de prueba luego de 1989, recién se permitió la participación sudafricana tras la abolición del régimen en 1992 y se celebró la Prueba del Regreso.

## Racismo en Sudáfrica

El presidente Pieter Willem Botha fue un feroz racista y defensor del régimen.

Como la mayoría de las otras instituciones deportivas en Sudáfrica, los organismos de rugby se dividieron según criterios raciales:
- La Junta de Rugby de Sudáfrica (SARB) para blancos.
- La Federación Sudafricana de Rugby (SARF) para "colores", es decir, personas consideradas de raza mixta.
- La Asociación de Rugby de Sudáfrica (SARA) para negros.

Sólo la SARB elegía la selección nacional y decidía sobre las giras internacionales. Al final de los años 1970 asumió todo el control sobre la SARF y la SARA.

## Historia

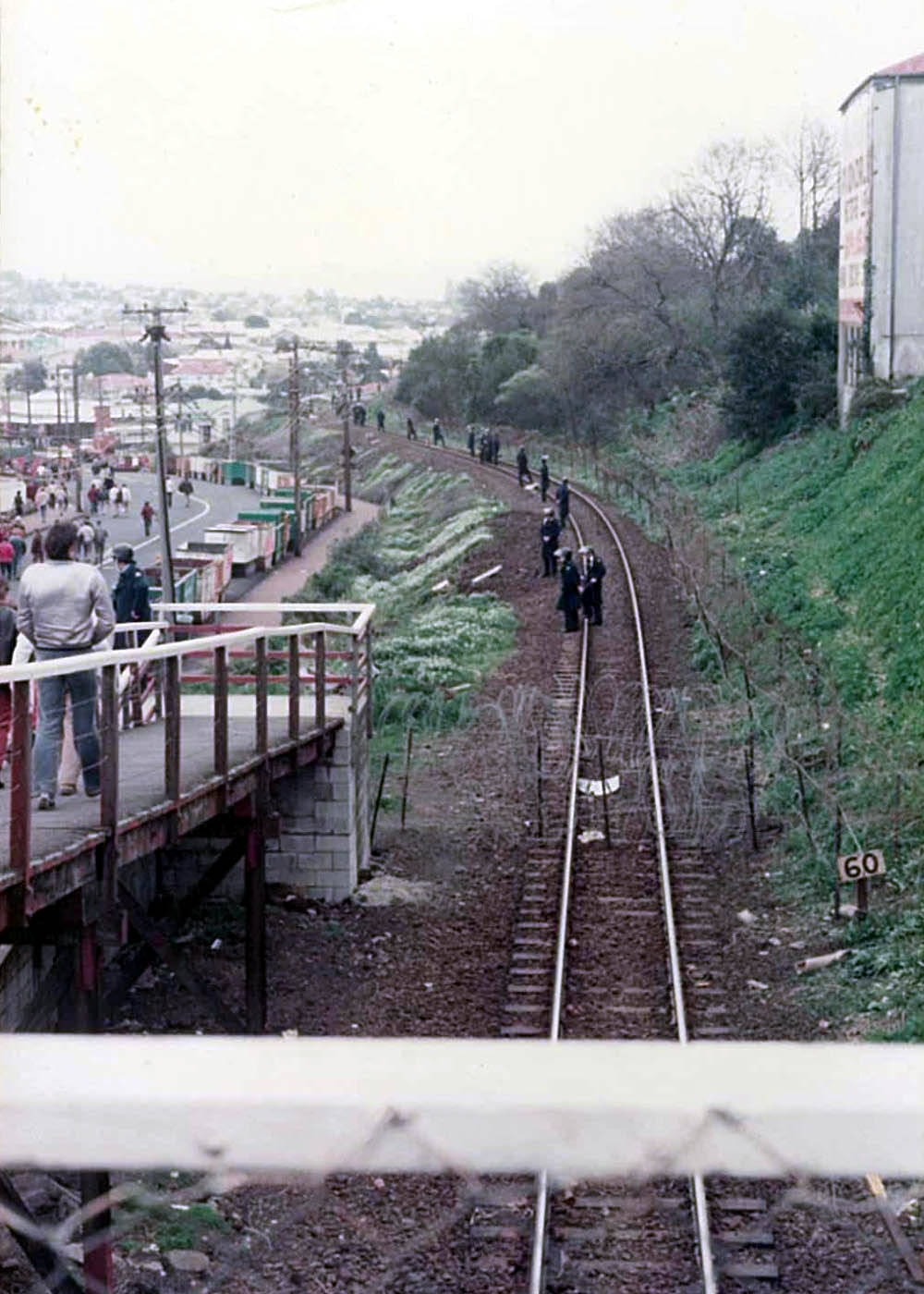
Agentes policiales formando un perímetro alrededor del Eden Park, durante la visita sudafricana a Nueva Zelanda de 1981.

La Unión Sudafricana de Rugby siguió siendo un miembro de pleno derecho de World Rugby (IRB en aquel entonces) y el rugby no fue saboteado efectivamente hasta 1990.

### Años 1950
El boicot deportivo a Sudáfrica comenzó a mediados de los años 1950. El apartheid prohibía el deporte multirracial, lo que significaba que los equipos extranjeros, en virtud de tener jugadores de diversas razas, no podían visitar el país.
En 1956 se les permitió ingresar a los Māori All Blacks y perdió 37-0. En abril de 2010 el exrugbista y reverendo Muru Walters, reveló que Ernest Corbett (entonces Ministro de Desarrollo Maorí) les pidió que perdieran deliberadamente ante los Springboks «por el futuro del rugby» y solicitó al gobierno neozelandés que se disculpe por la forma en que trató a los rugbistas maoríes.

### Años 1960
Las quejas extranjeras sobre los deportes segregados de Sudáfrica trajeron más aislamiento. En 1960 Hendrik Verwoerd prohibió a un rugbista maorí hacer una gira con Nueva Zelanda, y la gira fue cancelada. Nueva Zelanda tomó la decisión de no volver a enviar un equipo de rugby autorizado a Sudáfrica.
En 1961 Sudáfrica fue expulsada de la Mancomunidad de Naciones. En 1963 el australiano Lloyd McDermott, aborigen, se negó a realizar una gira por Sudáfrica con los Wallabies.
John Vorster tomó el lugar de Verwoerd como primer ministro en 1966 y declaró que Sudáfrica ya no dictaría a otros países cómo deberían ser sus equipos, esto no marcó el fin de las políticas deportivas racistas. En 1969 se produjeron protestas contra ciertas giras y provocaron la cancelación de una visita de Inglaterra.

### Años 1970
En 1970 se permitió ingresar a los maoríes con el estatus de blancos honorarios.
En 1973 se canceló una gira de los Springboks a Nueva Zelanda. En noviembre, Argentina prohibió a cualquier equipo visitar Sudáfrica y cualquier visita de un equipo sudafricano al país.
En 1976 el gobierno sudafricano cedió y permitió que un equipo All Black de raza mixta hiciera una gira por la nación. Sin embargo, en ese momento la opinión internacional se había vuelto en contra de cualquier contacto deportivo con Sudáfrica y Nueva Zelanda enfrentó una presión internacional significativa para cortar los lazos. Como no lo hizo, los países africanos exigieron que el equipo olímpico neozelandés fuera excluido de las Olimpiadas de Montreal. El COI objetó con el argumento de que el rugby no era un deporte olímpico y que los All Blacks no estaban afiliados al Comité Olímpico de Nueva Zelanda. De los 28 invitados africanos, 26 boicotearon los Juegos, junto con Irak y Guyana.
Danie Craven voló a Londres en febrero de 1977 para abogar por la reintegración del rugby sudafricano a la escena internacional y para hacer un último intento desesperado de salvar la gira programada de los Springboks por el Reino Unido en 1978 y la gira de los Leones Británico-Irlandeses 1980. Pero ese año, la Mancomunidad votó el Acuerdo de Gleneagles.

### Años 1980
En 1981 los Springboks realizaron una gira por Nueva Zelanda y debió cancelarse debido a las masivas y violentas protestas. En septiembre Sudáfrica debía jugar en la ciudad estadounidense de Chicago, contra las Águilas y para evitar protestas se disputó en secreto; condujeron 124 km a Racine y jugaron delante de 247 espectadores, ganando 46–12.

#### Boicot de las Naciones Unidas
En 1985 se votó el boicot de Naciones Unidas, prohibiendo a todas las naciones participar deportivamente con Sudáfrica y esto canceló una visita de los All Blacks. En diciembre la SARB anunció que no invitarían a los Leones a una gira el año siguiente, como estaba fijado en el programa regular, por las objeciones políticas y el estado de emergencia vigente.
En 1986 se permitió que las estrellas sudafricanas; Naas Botha, Carel du Plessis, Burger Geldenhuys, Danie Gerber y Flippie van der Merwe; participaran del Centenario de la World Rugby.

#### New Zealand Cavaliers

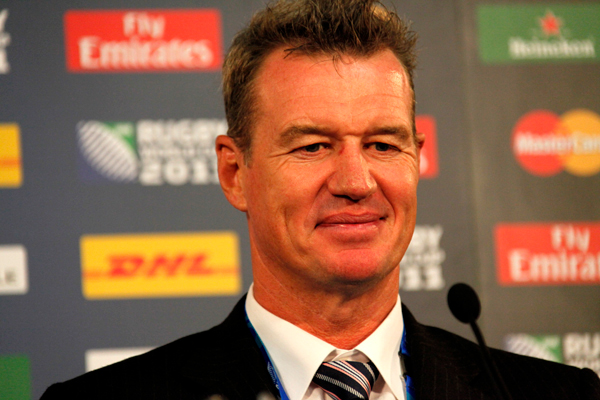
El All Black John Kirwan se negó a jugar en Sudáfrica.

Pocos días más tarde, se llevó a cabo una «gira rebelde» no autorizada por el gobierno; los New Zealand Cavaliers. De los 30 jugadores que habían sido seleccionados, solo David Kirk y John Kirwan no se unieron a los Cavaliers.
Se filtró ampliamente que el equipo rebelde recibió grandes pagos secretos, se confirmó años después, un tema controvertido en un momento en que el rugby todavía oficialmente un deporte aficionado. La «selección no oficial», descubrió que el apoyo a sus acciones era mucho menor de lo que esperaba en su propia nación y a su regreso, la NZR sancionó a todos los participantes. Esta controversia significó que no hubo futuros contactos.

#### World XV
En 1989 por el centenario de la SARU, World Rugby permitió a su World XV jugar dos pruebas contra Sudáfrica. Los Springboks ganaron ambas, por 20–19 en el Estadio Newlands y 22–16 el Estadio Ellis Park.
Para el deporte mundial, que World Rugby permitiera a «su seleccionado» celebrar un evento con la racista Sudáfrica, significó que el rugby nunca abandonó efectivamente al apartheid.

## Selecciones que visitaron Sudáfrica

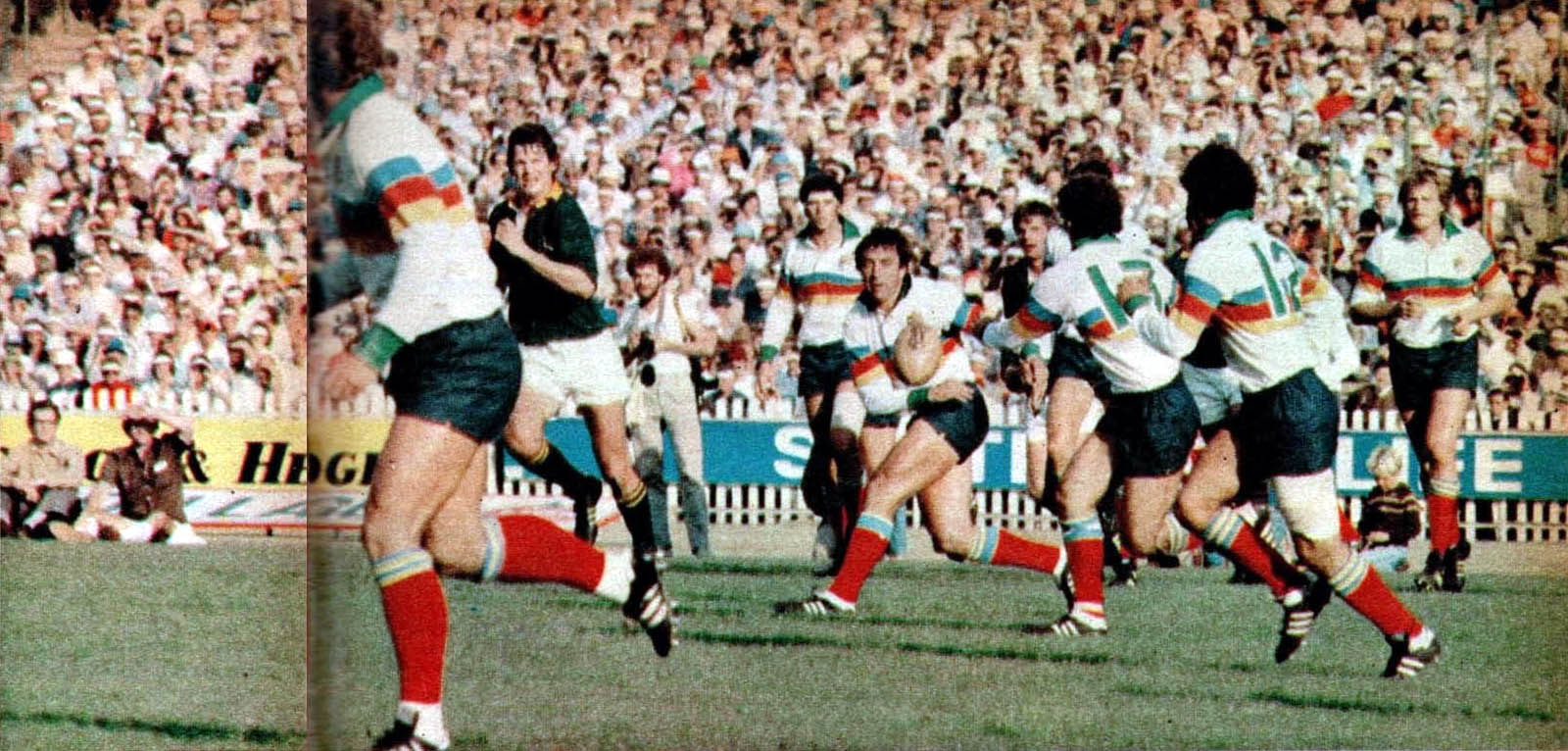
Sudamérica XV vs. Springboks, en 1982.

En los años 1980, cuando las sanciones internacionales contra el racismo se endurecieron más, los Leones Británicos e Irlandeses (1980), Sudamérica XV (1980 y 1982), las selecciones de Francia (1980), Irlanda (1981), Inglaterra (1984) y los All Blacks; eludidos como New Zealand Cavaliers; (1986), e incluso World XV (1989): visitaron el país.
Los Leones Británicos e Irlandeses, un participante esencial para la expansión del rugby, visitaron en cinco giras (más o menos una por cada década y la mitad de sus diez giras totales en este período). La controversia causada por este asunto, significó que no regresaron allí sino recién hasta su gira de 1997.
- Leones Británicos e Irlandeses en 1955, 1962, 1968, 1974 y 1980.
- World XV en 1989.

### Sudamérica XV
Sudamérica XV estaba compuesta principal y casi totalmente por integrantes de los Pumas, pero también con algunos de Brasil, Chile, Paraguay, Uruguay e incluso España.
Si bien muchos de estos países sufrieron dictaduras, también tenían prohibiciones deportivas de algún tipo. La selección internacional no fue reconocida oficialmente por la Unión Argentina de Rugby, una estratagema para eludir la prohibición de su gobierno que en 1973 había prohibido cualquier relación oficial entre deporte argentino y sudafricano.

## Oposición en Nueva Zelanda

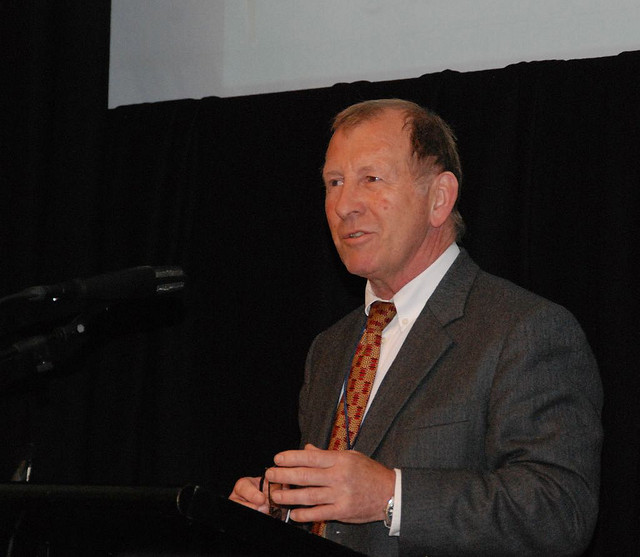
El All Black Chris Laidlaw fue un crítico feroz del apartheid.

En Nueva Zelanda, el principal rival de los Springboks, la gente Pākehā (neozelandeses blancos) fue la oposición más fuerte y en 1969 se estableció Halt All Racist Tours, para oponerse a las giras continuas hacia y desde Sudáfrica.

### Sudáfrica visita Nueva Zelanda
La gira de los Springboks por Nueva Zelanda en 1981, es hoy la muestra de oposición más dura que enfrentó el apartheid. Las fuertes manifestaciones hizo que dos pruebas fueran canceladas y los afrikáners tuvieron que ser mantenidos bajo estricta seguridad durante toda la visita.
El juego en Hamilton vio a 200 manifestantes derribar una cerca de cadena, rociar tachuelas por todo el campo y luego organizar una sentada en la línea de mitad. En ese momento, una multitud de 25.000 los apoyaba fuera del estadio. Los partidos posteriores vieron la llegada del alambre de púas y la policía antidisturbios.
La prueba final fue zumbada por un avión Cessna, algunos de hecho lo apodaron «la prueba Crazy Biggles». El avión ametralló continuamente el terreno de juego y lanzó bombas de harina, bengalas y folletos.

## Oposición de la Unión Soviética

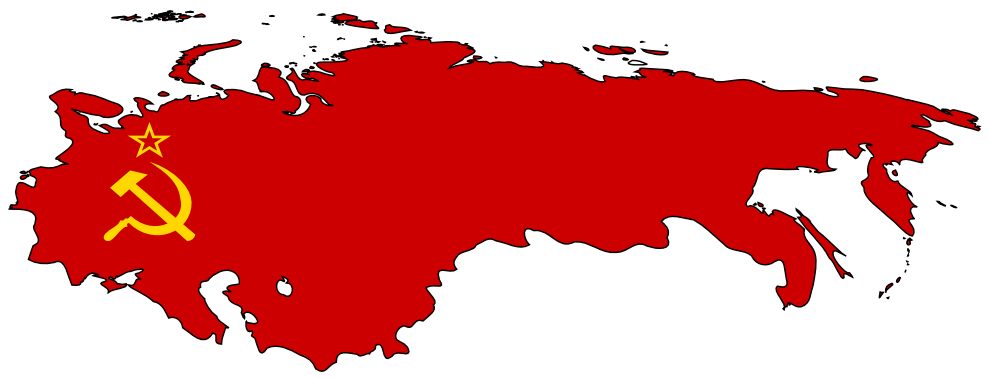
La Unión Soviética se opuso firmemente al apartheid.

La Unión Soviética se opuso fuertemente al régimen del apartheid y la Gran Enciclopedia Soviética declara que el rugby es popular en Australia, Francia, Nueva Zelanda, el Reino Unido y Rumania; pero no hace ninguna mención de Sudáfrica.
A lo largo de los años, Francia resistió la presión del Bloque del Este para romper con Sudáfrica. En un momento dado, el Kremlin amenazó con establecer una Federación rival, pero los rumanos, con quienes los franceses han tenido buenas relaciones durante mucho tiempo, apoyaron a Francia. En noviembre de 1978 Moscú lo intentó de nuevo, amenazando con suspender el partido Francia vs. URSS en Toulouse, pero una vez más los galos se mantuvieron firmes y los soviéticos jugaron, cayendo 29-7.

### Copa del Mundo
Presuntamente rechazó su invitación a la primera Copa Mundial, Chris Thau dice que la Federación Francesa de Rugby se acercó a la URSS en 1987 para intentar resolver el asunto y que la Unión Soviética respondió que serían felices de asistir: si Sudáfrica no participaba. Al final, Sudáfrica no fue invitada pero la URSS tampoco asistió.

La nostalgia por la Unión Soviética dice:
Ninguna nación, fuera del Tercer mundo, hizo más que la Unión de Repúblicas Socialistas Soviéticas en oponerse al apartheid. Deportivamente, prohibió a Sudáfrica de todos los mundiales y eventos.

## Legado

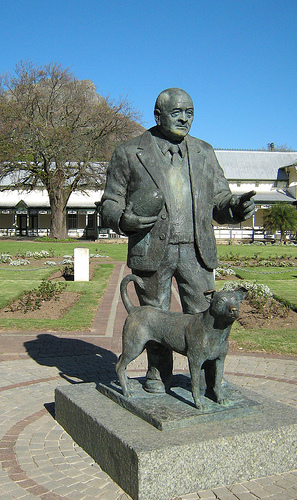
Estatua de Danie Craven en Stellenbosch.

Ian Robertson documentó cómo la posición de los Springboks se deterioró lentamente a lo largo de las décadas, pero sugirió que la culpa la tenía la fraternidad del rugby:
«Los Springboks habían cumplido con todos sus compromisos de gira durante los años 1950 y 1960s, pero las presiones políticas claustrofóbicas y opresivas los abrumaron durante los años 1970. No han podido jugar en Europa o Australia desde 1974 y su única gira importante en el extranjero en los últimos diez años a Nueva Zelanda en 1981, estuvo llena de controversia y manifestaciones masivas. No hay duda de que se han dado pasos gigantes para que el rugby esté totalmente integrado en Sudáfrica en los últimos años y sus seguidores sienten que apenas han cumplido las condiciones que les exige la opinión mundial. Sus oponentes, que están en contra de cualquier vínculo deportivo con un país que practica el apartheid».
La estrella sudafricana Danie Craven dijo:
Por primera vez ya no tengo que eludir preguntas, por fin puedo mirar a todos a la cara. Es realmente una vergüenza que nosotros en Sudáfrica hayamos tolerado poner a los negros y mestizos en un lugar, quizás el peor lugar imaginable en nuestros campos de rugby. Ahora estamos cerrando un libro y entrando en una nueva era. Sudáfrica nunca volverá a ser la misma. Sabes que debemos hacer cambios hacia un acuerdo multirracial, no para aplacar o complacer a la opinión extranjera, sino porque es lo correcto y lo justo.
Algunos como Chris Laidlaw, más tarde un diputado laborista en Nueva Zelanda, estaban hartos y creían que el hecho de que el rugby no abordara el problema de forma adecuada estaba perjudicando al deporte:
Los tiempos han cambiado, la juventud ha comenzado a escribir sus propias reglas y en la década de 1970 las convenciones de la comunidad de rugby comenzaron a parecer un poco chirriantes, sus formalidades se volvieron aburridas. La división se puso de relieve con el trágico fracaso del rugby a la hora de enfrentarse al problema del racismo en África austral. La reputación emergente del rugbista en todo el mundo anglosajón como un patán anticuado y grosero, una reputación derivada tanto de la insensibilidad de la comunidad del rugby como de la intolerancia de la generación más joven, recibió una nueva dimensión por las disputas sobre apartheid en el deporte. Con razón o sin ella, le ha asestado un duro golpe a la imagen del rugby, de la que tal vez nunca se recupere realmente. Sudáfrica ahora ha sido expuesta por lo que realmente es, un cáncer maligno en el cuerpo del rugby que hace tiempo que requiere el bisturí del cirujano. Sin embargo, la comunidad de rugby, sobre todo en Nueva Zelanda, sigue dudando fatalmente cuando se trata de actuar como médico.
El famoso comentarista escocés, Bill McLaren, dedica un capítulo entero al tema en su autobiografía, Talking of Rugby, titulada «Barred from the International Feast». Como muchos otros fanáticos del rugby, expresa su desprecio por la " política racista inaceptable " de Sudáfrica, pero agrega que "ha sido una vergüenza que una potencia mundial de la Unión de Rugby haya sido eliminada de la competencia mundial durante todos estos años.

## Perdón de Nelson Mandela

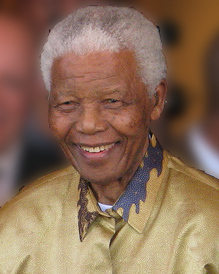
El presidente Nelson Mandela remendó las tensiones raciales.

En 1994 el presidente Nelson Mandela, quien asumió tras ganar en las primeras elecciones no racistas, animó a los negros a respaldar a los anteriormente odiados Springboks, ya que Sudáfrica fue sede de la Copa Mundial de 1995.
Antes de la Copa del Mundo, Sudáfrica solo ocupaba el noveno lugar y no se esperaba que destronaran a los actuales campeones Australia; que no había perdido un partido en los 12 meses anteriores.
Durante el torneo los Springboks tuvieron un nivel muy alto, un negro integró el plantel (Chester Williams) y consiguieron la victoria final con todos los puntos de un judío (Joel Stransky).
En la final del torneo Mandela vistió una camiseta de los Springboks y luego entregó a Francois Pienaar, capitán del seleccionado, la Copa Webb Ellis. Durante su discurso de premiación, Pienaar aclaró que el equipo había ganado por el apoyo de los 43 000 000 de sudafricanos.
Esto fue ampliamente visto como un paso importante en la reconciliación de los sudafricanos blancos y negros; como dijo más tarde Frederik de Klerk: «Mandela se ganó los corazones de millones de aficionados blancos al rugby». Los esfuerzos de reconciliación de Mandela disiparon los temores de los blancos, pero también generaron críticas de los negros más militantes. Su esposa separada, Winnie, acusó al ANC de estar más interesado en apaciguar a los blancos que en ayudar a los negros.

### Cultura popular

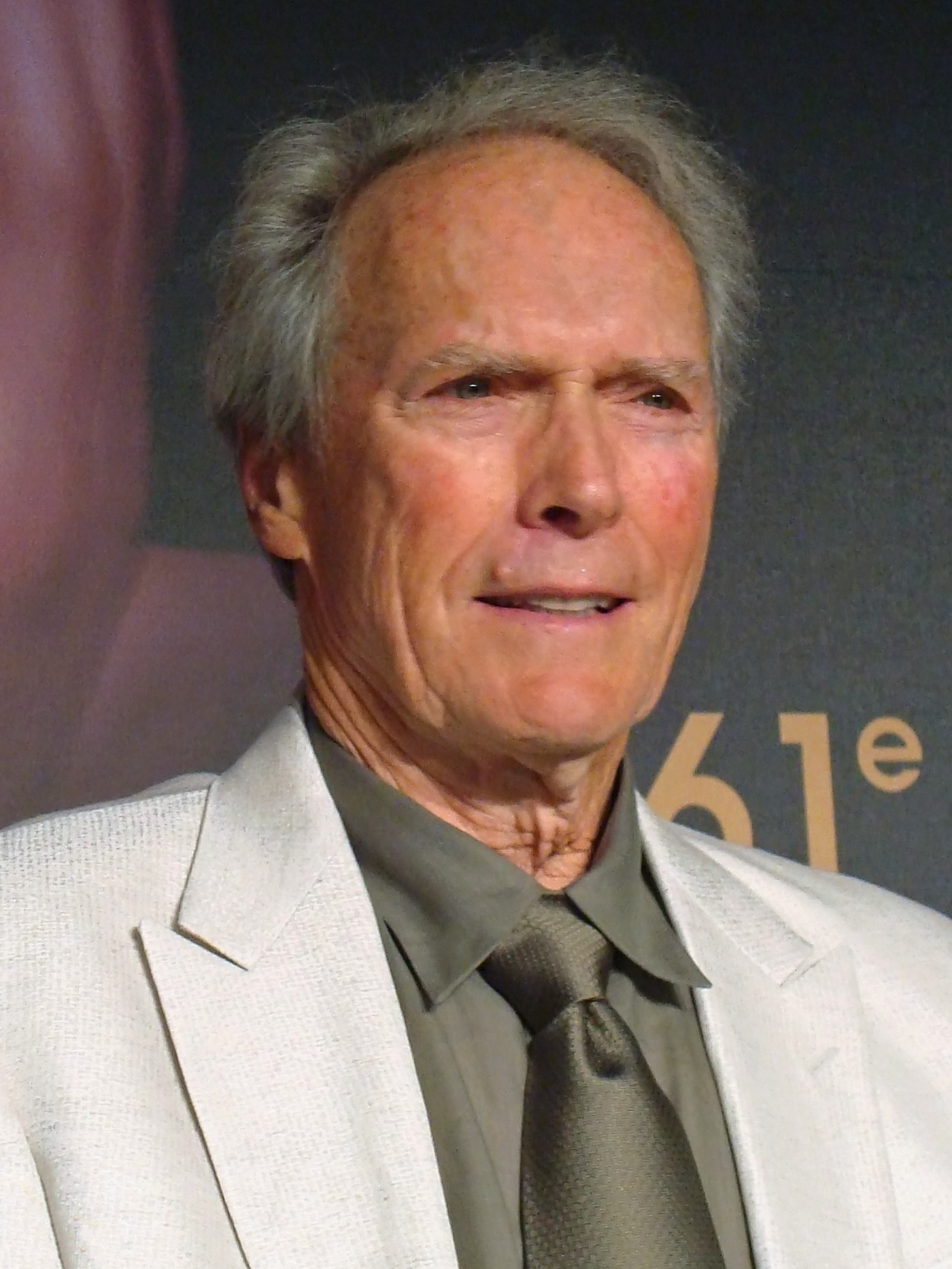
Clint Eastwood dirigió la película Invictus.

Estos eventos y la relación entre Mandela y Pienaar, fueron documentados por John Carlin en su libro de 2008; Playing the Enemy: Nelson Mandela and the Game that Made a Nation, que destaca el papel de la victoria de la Copa de 1995 en la era posterior al apartheid.
Carlin vendió los derechos cinematográficos a Morgan Freeman. El resultado fue Invictus, una película de 2009 dirigida por Clint Eastwood y protagonizada por Freeman como Nelson Mandela y Matt Damon como Pienaar.